# 滨城区
滨城区是中国山东省滨州市所辖的一个市辖区，位於魯北平原，南扼黃河咽喉，北控徒駭。東臨利津，西與惠民、陽信兩縣交界，南與高青、博興毗連，北與沾化接壤。區人民政府駐市中街道。
濱城區是是濱州市政治、經濟、文化中心，也是濱州市委、市人民政府所在地。屬温帶季風氣候，大陸性較強。主要旅遊景點有AAAA級杜受田故居、AAA級三河湖風景區、中海風景旅遊區、秦皇颱風景旅遊區、懷周祠、蒲湖風景區、渤海革命紀念園等。

## 行政区划
滨城区下辖12个街道办事处、2个镇、1个乡：
市中街道、市西街道、北镇街道、市东街道、彭李街道、小营街道、滨北街道、梁才街道、杜店街道、沙河街道、里则街道、青田街道、三河湖镇、杨柳雪镇和秦皇台乡。
滨州经济开发区托管杜店街道、里则街道、沙河街道，滨州高新区托管小营街道、青田街道。

## 人口
根据(山东省)滨州市第七次全国人口普查公报显示：滨城区常住人口为629552人，男性人口占比49.99%，女性人口占比50.01%。